# Премія імені Джеймса Мейса
Премія імені Джеймса Мейса — літературна премія в галузі публіцистики «Громадянська позиція», заснована з ініціативи головного редактора газети «День» Лариси Івшиної.
Премію присуджують авторам нових публіцистичних творів, що сприяють утвердженню історичної пам'яті українського народу, його національної самосвідомості та самобутності, визнання Голодомору 1932—1933 років геноцидом проти українців.

## Історія заснування премії
Премія заснована у 2008 році, коли Україна і світ відзначали 75-ті роковини Голодомору 1932—1933 років.

Головний редактор газети «День» Лариса Івшина, ініціатор заснування премії імені Джеймса Мейса

ЗАТ «Українська прес-група» є засновником і видавцем щоденної всеукраїнської газети «День», яка виходить трьома мовами — українською й російською, а з 1998 року побачив світ перший номер англомовного дайджесту «The Day». Своєю появою тижневик завдячує видатному американському досліднику (історику, політологу) Джеймсу Мейсу, який зробив колосальний вклад у вітчизняну історіографію та присвятив все своє життя визнанню факту голодомору в Україні 1932–1933 років.
Джеймс Мейс був ініціатором акції «Свічка у вікні».
У травні 2004 року у команді «Дня» не стало «відкривача» українського Голодомору Джеймса Мейса (помер і похований в Києві). Газета «День» вирішила не зупинятися на досягнутому і продовжити боротьбу за чесність та етику в журналістиці, яка була для Джеймса на першому місці в його роботах.

Премію присуджують авторам нових публіцистичних творів у галузі журналістики, що сприяють утвердженню історичної пам'яті народу, його національної самосвідомості та самобутності, визнання Голодомору 1932–1933 років геноцидом проти українців.
Премія має вручатися не лише тим авторам, які пишуть на тему Голодомору, а й тим, хто працює на подолання постгеноцидності українського суспільства. Ще один важливий критерій — послідовність і висока освіченість кандидата.
Рішення про рекомендацію кандидата на премію приймає Громадська Рада Премії, до складу якої увійшли відомі громадські діячі — Юрій Щербак (голова Ради), Лариса Івшина (заступник голови Ради), Станіслав Кульчицький, Ігор Лубченко, журналіст та поетеса, дружина Джеймса Мейса Наталя Дзюбенко-Мейс, Віктор Набруско, Віктор Чамара.
Премія вручається в грошовому еквіваленті 25 000 гривень щорічно наприкінці листопада — у меморіальні дні Голодомору в Україні.

## Лауреати премії
2009
Ігор Лосєв — кандидат філософських наук, публіцист, кореспондент газети «Флот України» та постійний автор газети «День».
На врученні премії Лариса Івшина зауважила, що «протягом останнього року було дуже багато приводів висловитися, але дуже мало тих публіцистів, які могли б так чітко висловлювати свою громадянську позицію як перший лауреат премії Ігор Лосєв».
2010
Ігор Сюндюков — науковий співробітник Інституту історії України НАН України, редактор відділу «Історія і Я» газети «День».
2011
Сергій Грабовський — публіцист, журналіст, політолог, редактор часопису «Генеза», науковий редактор тижневика «Рейтинґ», історик.
2012
Олександр Палій — український експерт-політолог, політичний консультант.
«Олександр Палій володіє широким спектром історичних матеріалів, починаючи від ХІІІ століття і до подій сьогодення, і демонструє великий діапазон своїх можливостей», — пояснив голова громадської ради премії Юрій Щербак.
2013
Петро Кралюк та Володимир Бойко — «Обидві кандидатури були такі, що не можна було сказати, що хтось когось переважить. Це інтелектуали сучасної доби» (Лариса Івшина)
2014
Валентин Торба (Луганськ) — журналіст, підприємець.
2015
Іван Капсамун — редактор відділу політики газети «День».
2016
Сергій Тримбач — кінознавець, історик культури. Ексголова Національної спілки кінематографістів України
За сім років присудження премії Джеймса Мейса вперше відзнаку здобув не професійний журналіст, історик або філософ, а дослідник історії культури. Головний критерій, за який журі обрало саме цю кандидатуру, — готовність завжди проявляти громадянську позицію та відстоювати свої принципи у боротьбі за розвиток національної культури.
2017
Наталя Іщенко — журналістка, авторка газети «День».
2018
Лариса Волошина — журналістка, телеведуча.
«Лауреатом премії стає Лариса Волошина, гідна й достойна журналістка. Давно помітив її публіцистику, її стиль без барокових й постмодерніських прикрас. Це завжди по суті, це політична, жорстка публіцистика з твердою позицією», — сказав голова Наглядової ради з присудження премії імені Джеймса Мейса Юрій Щербак.
2019
Юрій Бутусов — журналіст, засновник і головний редактор Цензор. НЕТ.
2020
Дмитро Десятерик — кінокритик і кінооглядач.
2021
Андрій Цаплієнко — журналіст, військовий кореспондент, автор телепрограм, сценарист, режисер та ведучий, письменник.
2022
Олександр Прилипко — журналіст, ведучий «П'ятої колонки» у газеті «День».
2023
Дмитро Тузов — публіцист, політичний оглядач та журналіст «Радіо НВ».
2024
Галина Бабій — український музикознавець, радіоведуча Українського радіо, авторка радіо- та телепрограм, ведуча концертів та інших мистецьких подій.